# Музей Пія-Климента

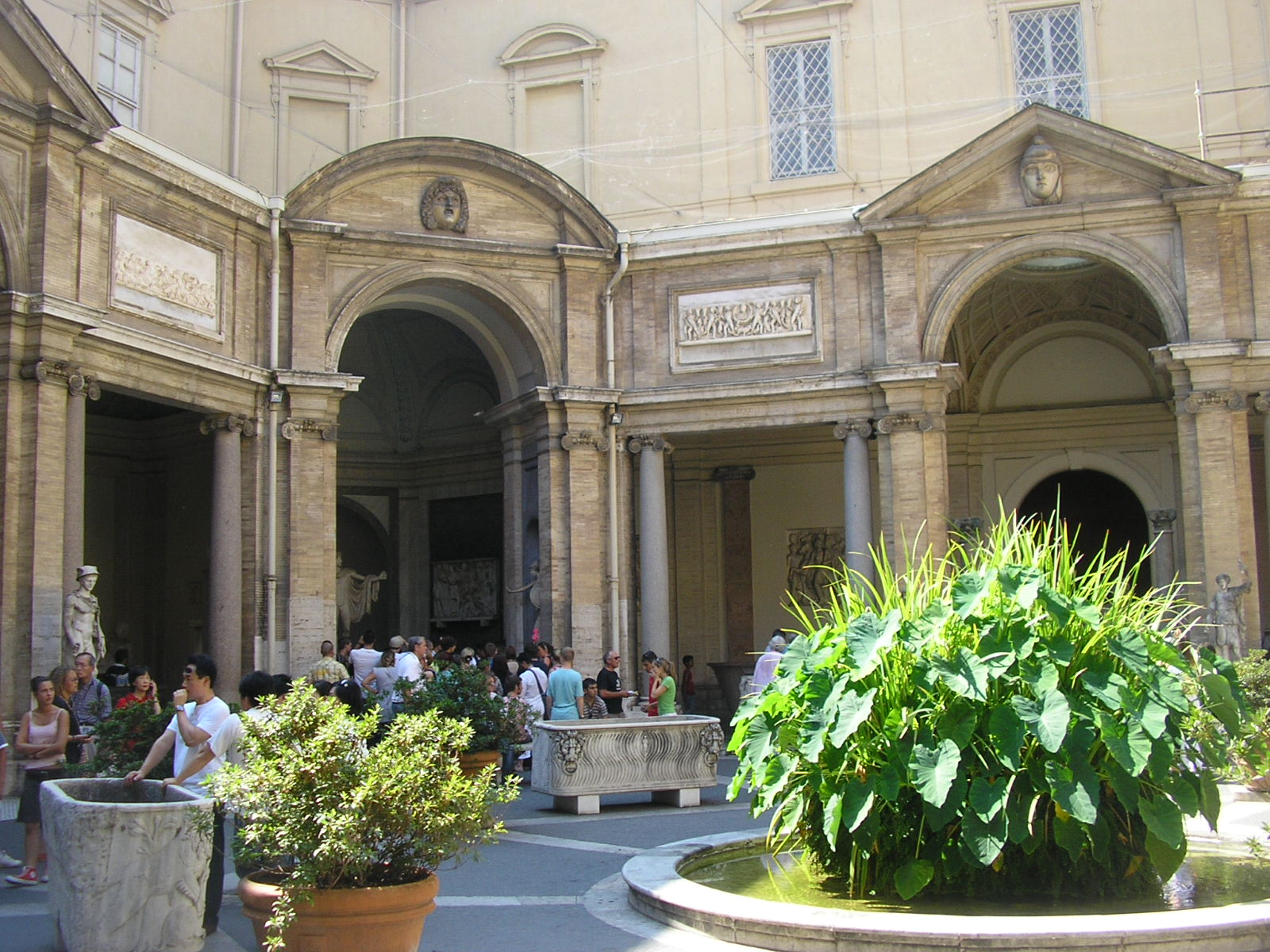
Cortile Ottagono

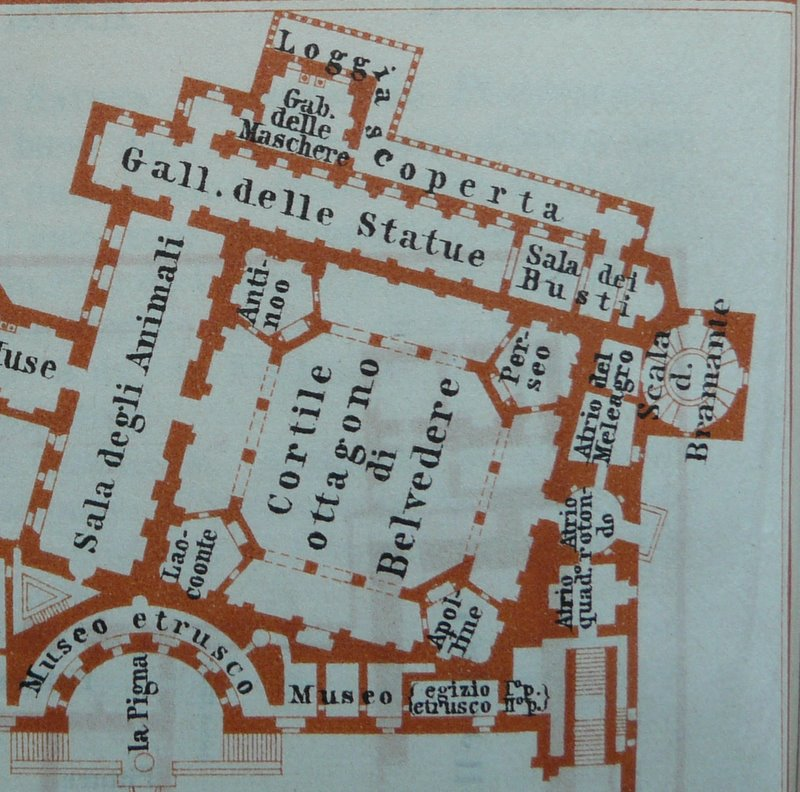
План експозиції

Музей Пія-Климента — один з музеїв Ватикану, що росташований в бельведері Апостольского палацу. Музей заснований за дорученням папи Климента XIV (1769—1774 роки) та Пія VI (1775—1799 роки) з метою зберігання відомих грецьких і римських творів мистецтва.

## Внутрішній дворик
При папі Юлії II квадратний внутрішній дворик називався (італ. Cortile delle Statue): у ньому серед апельсинових дерев розташовувалися античні статуї. Пізніше до будівель додалася галерея, і він прийняв восьмикутну форму (італ. Cortile Ottagono). Тут знаходяться чотири ніші:
| Скульптури | Назва         | Ніша |
| ---------- | ------------- | --- |
|            | Ніша Лаокоона | Мармурова група «Лаокоон та його сини»: (початок I століття н. е., 184 см) можливо, містилася в палаці імператора Тита на Палатині. 14 січня 1506 фрагменти групи були знайдені в Римі на території Золотого будинку Нерона і відреставровані Мікеланджело. Пліній Старший пише в «Naturalis historia», що це робота Родоських скульпторів Агесандра, Полідора і Афінодора. Досі точно не відомо, чи була група копією грецького бронзового оригіналу (II століття до н. е.) з Пергама. |
|            | Ніша Канови   | Персей: роботи Антоніо Канова (1800 — 1801 року). Статуя була виконана на замовлення папи Пія VII, щоб замінити оригінал, зруйнований військами Наполеона. Персей зображений у шоломі Аїда, з мечем Гефеста, в сандалях Гермеса і c головою Медузи в руці. |
|            | Ніша Аполона  | Аполлон Бельведерський: одна з найвідоміших статуй Ватикану, що перебувають у колекції музею з 1509 року. |
|            | Ніша Гермеса  | Статуя Гермеса: також «Антіной Бельведерський», римська копія оригіналу Праксителя (IV століття до н. е.). Статую помилково вважали зображенням улюбленця імператора Адріана, оскільки її знайшли у 1543 у недалеко від замку Святого Ангела (мавзолею Адріана). |

## Зал тварин
У Залі тварин (італ. Sala degli Animali) знаходяться статуї тварин з мармуру і алебастру, також статуя Мелеагра з собакою і головою Калідонський вепра (римська копія грецького оригіналу Скопаса IV століття до н. е.), торс Мінотавра (грецький оригінал, V століття до н. е.). Статуї були відреставровані в кінці XIX століття.

## Галерея статуй
Галерея статуй (італ. Galleria delle Statue) з самого початку була частиною палацу папи Інокентія VIII, у другій половині XVIII століття перероблена в галерею статуй. Тут знаходяться римські статуї, а також копії грецьких оригіналів класичного періоду (V—IV століть): статуї «Сплячої Аріадни» (копія грецького оригіналу, II століття), «Нептуна», «Пораненої амазонки», «Сидячого Паріса», «П'яного сатира», «Септимія Севера», «Нарциса», «Мінерви», «Венери» і «Меандра». А також «Аполлон, який вбиває ящірку» (Apollon Sauroktonos), копія бронзового оригіналу Праксітеля (IV ст. до н. е.) І найкрасивіші канделябри античності ((італ. Candelabri Barberini) з вілли Адріана в Тіволі.

## Зала Ротонда
Зал Ротонда (італ. Sala Rotonda) побудований Мікеланджело Сімонетті (італ. Michelangelo Simonetti) згідно з ідеалами класицизму XVIII ст. У центрі залу знаходиться величезна порфірова чаша (13 м у периметрі) з Золотого будинку імператора Нерона. У нішах встановлені статуї і бюсти богів та героїв, серед них статуя Антіноя, улюбленця імператора Адріана, портрет імператора Адріана у вигляді Діонісія, статуя Геркулеса з позолоченої бронзи (II століття, знайдена близько театру Помпея). Підлогу прикрашає римська мозаїка (III століття) з терм Отріколі (в Умбрії).

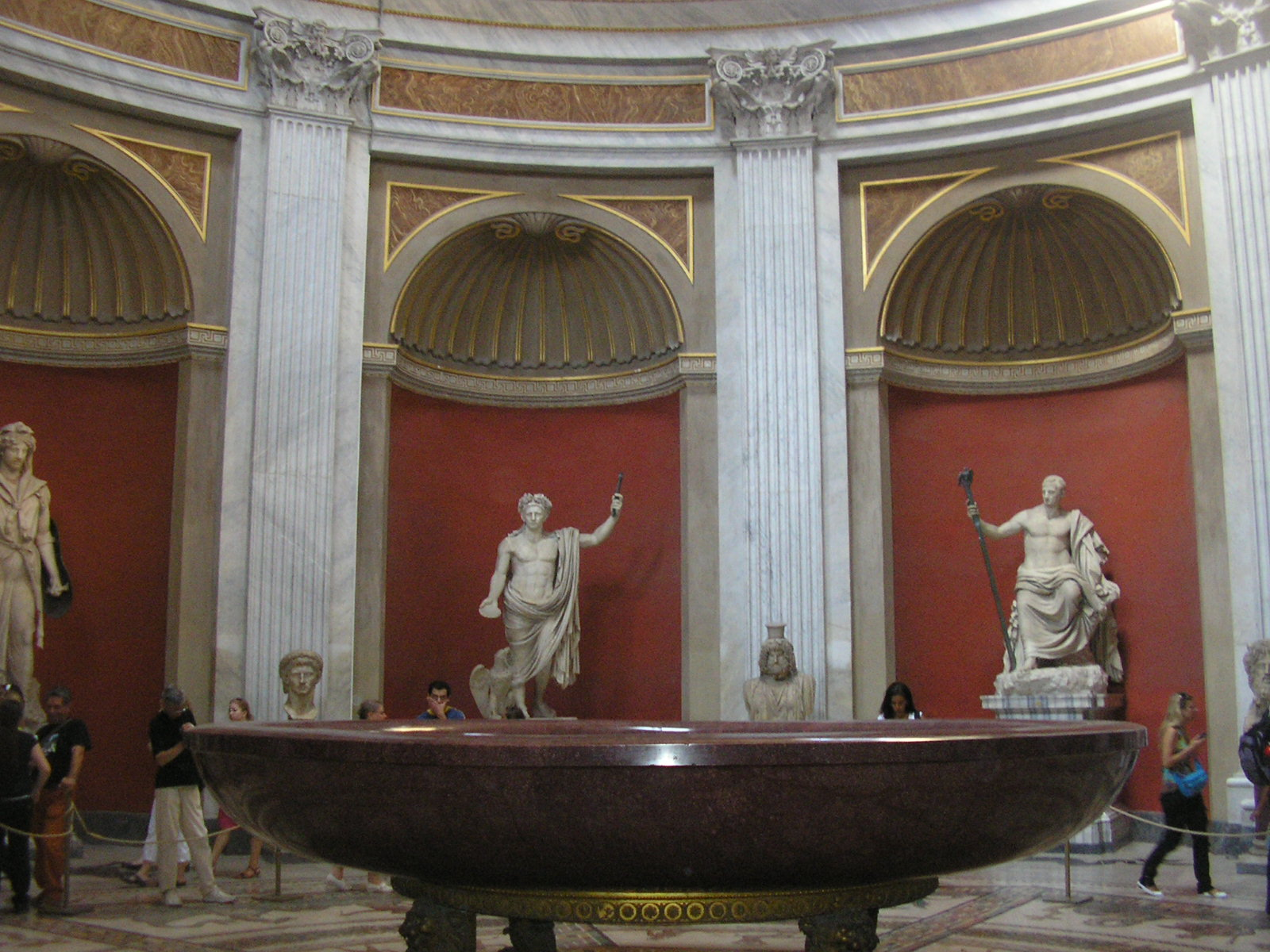
Зала Ротонда з чашею знайденою у руїнах Термів Тита
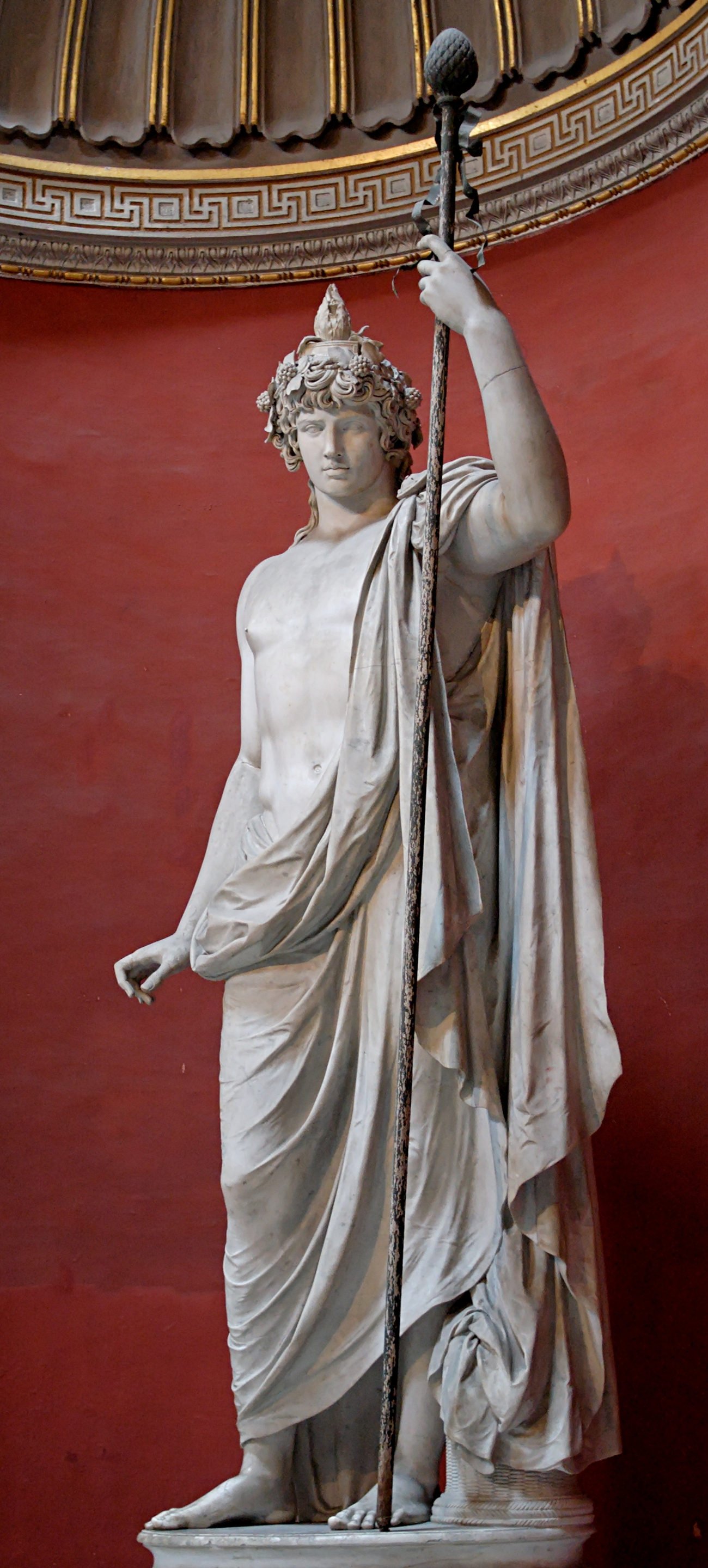
Антіной
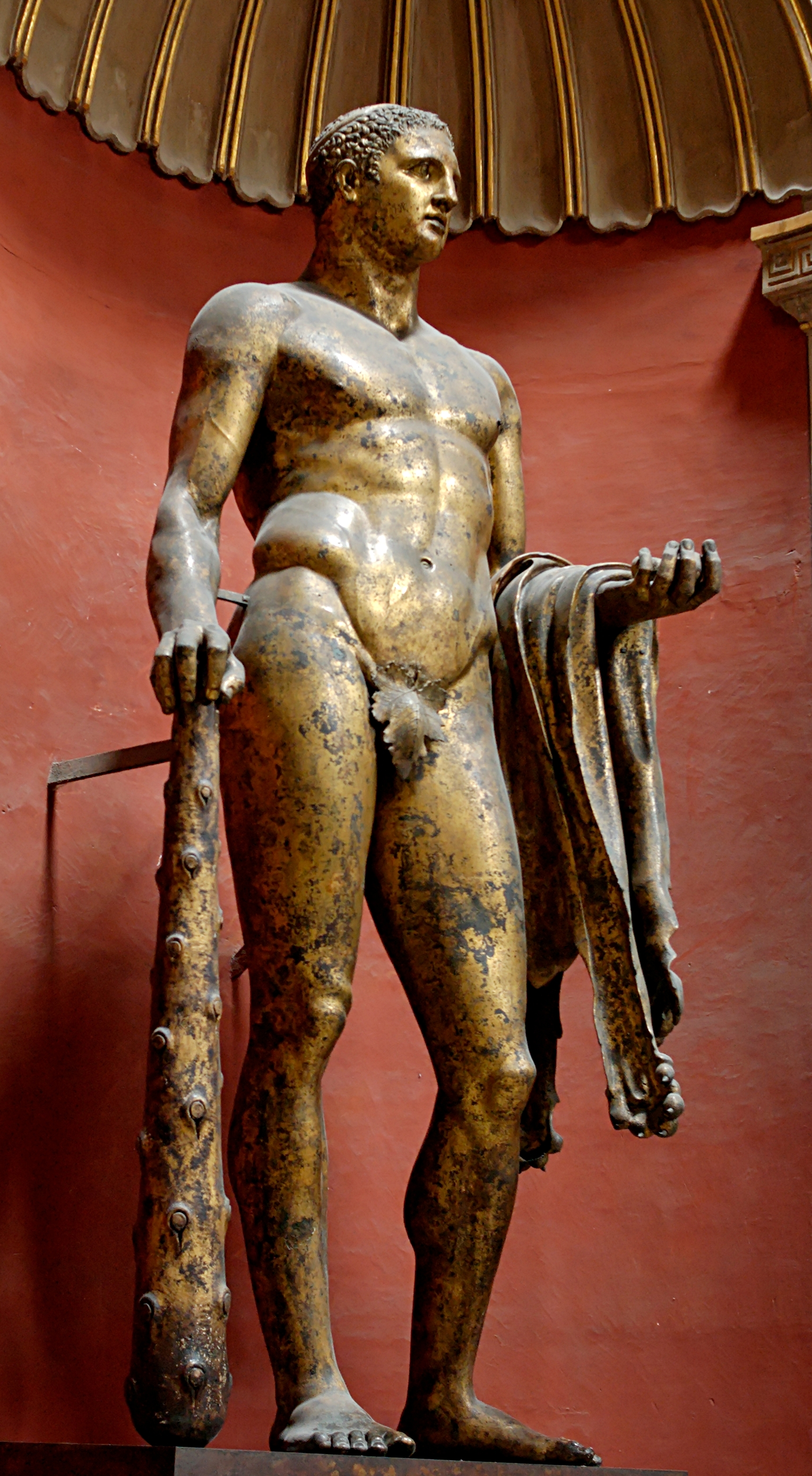
Геркулес
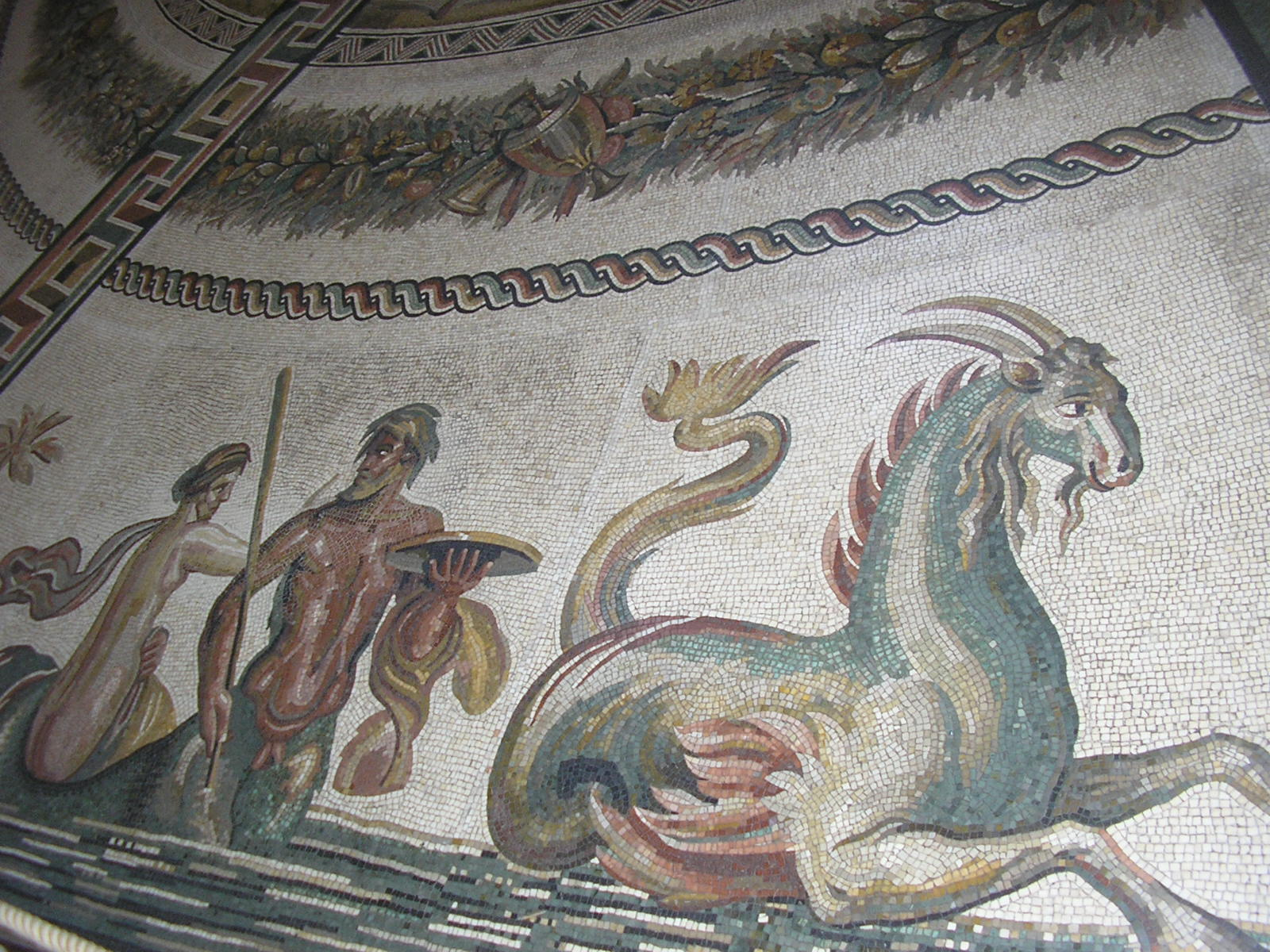
Мозаїка зали

## Зал грецького хреста
У Залі грецького хреста (італ. Sala a Croce Greca) знаходяться порфірові саркофаги Констанції (з мавзолею Констанції, 350 — 360 роки) і Олени (з мавзолею Олени, IV століття), дочки та матері імператора Костянтина. Перший — прикрашений рельєфом з зображенням амурів, що збирають виноград (як символ радощів Діоніса, бога виноробства, і християнства: вино, як кров Христа). На другому зображені римські вершники, що тріумфують над варварами. Імовірно саркофаг призначався для самого імператора Костянтина. У центрі залу знаходиться мозаїка (III століття) з Тускула.

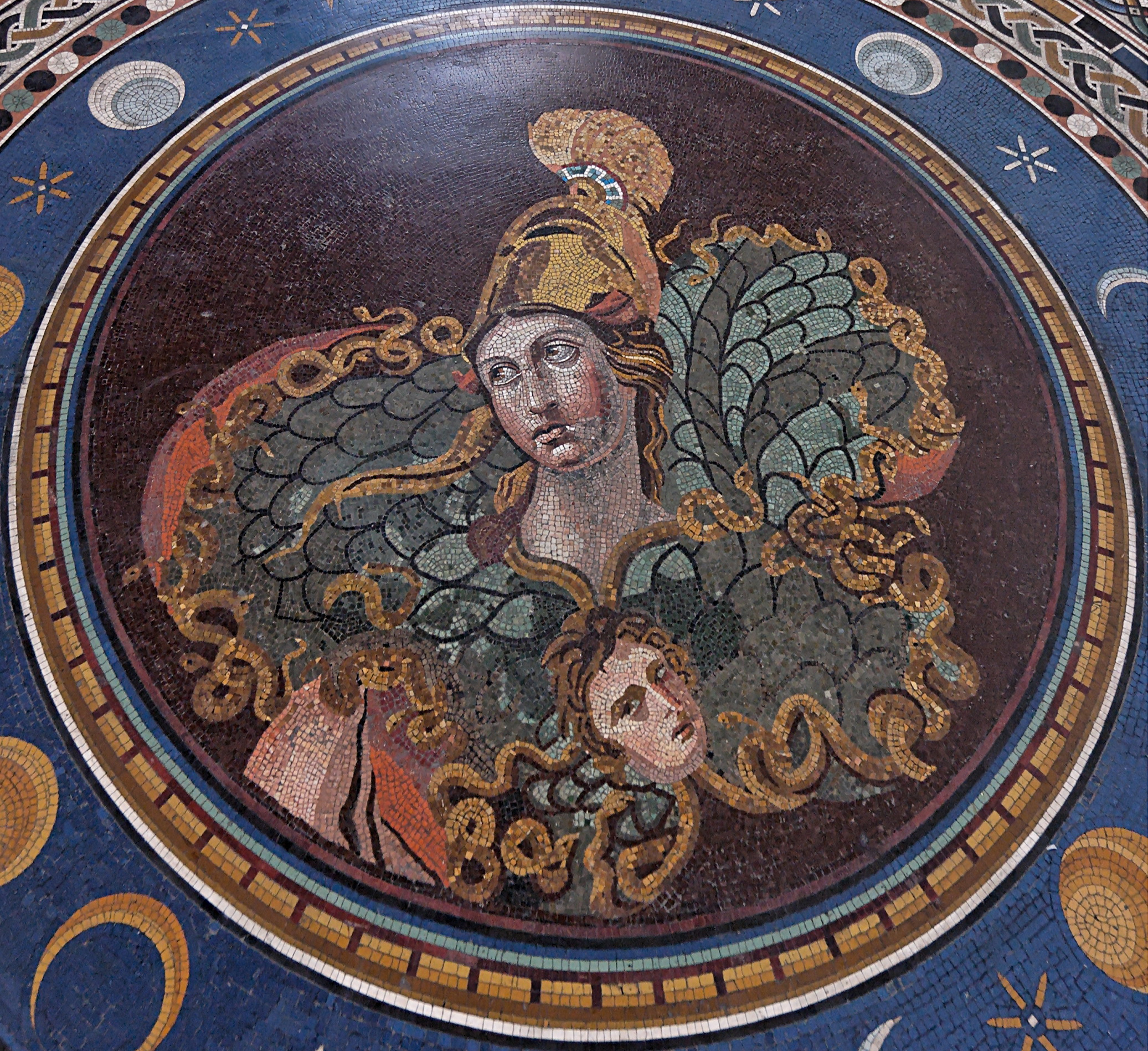
Мозаїка в Залі грецького хреста
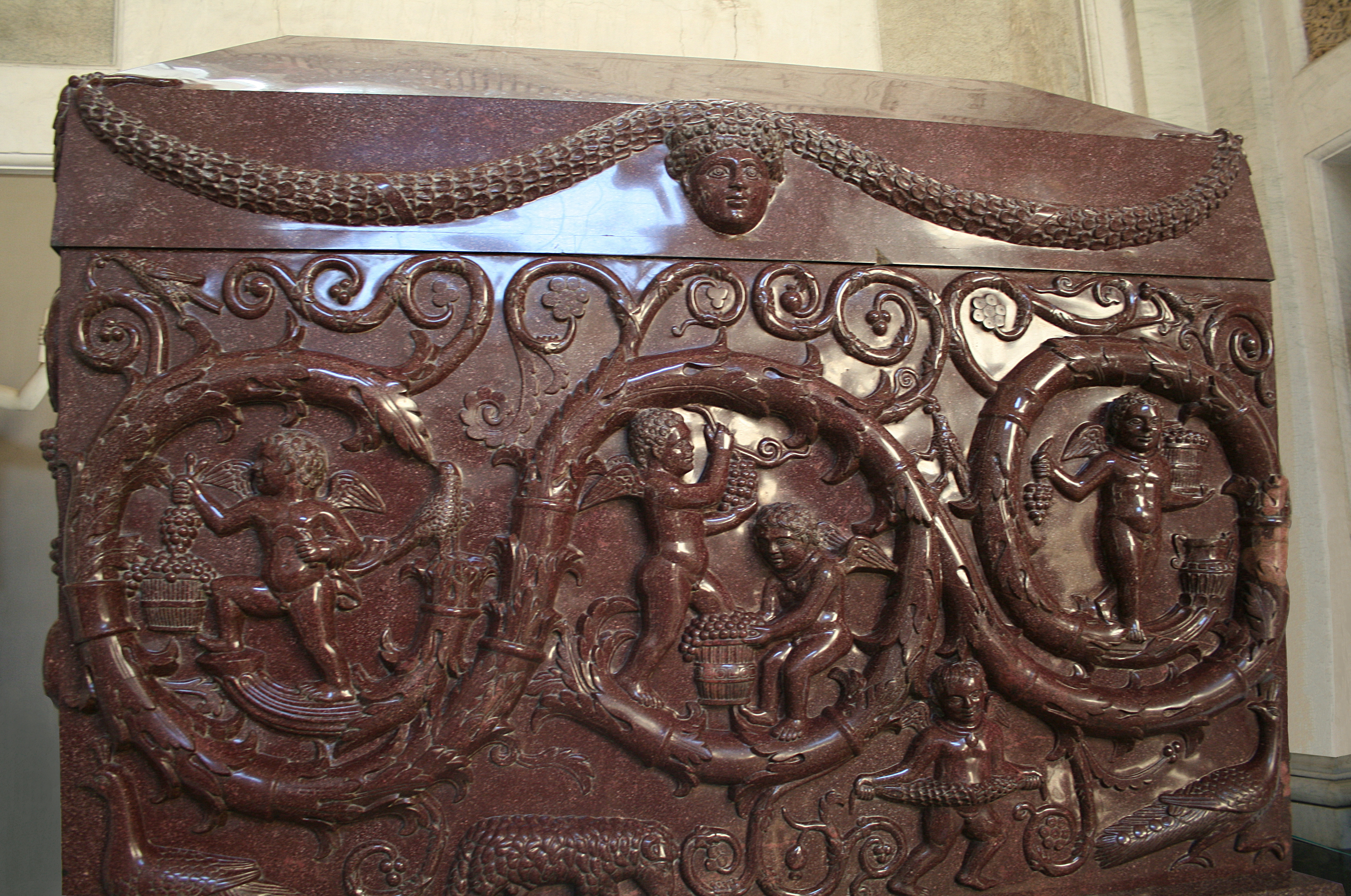
Саркофаг Констанції
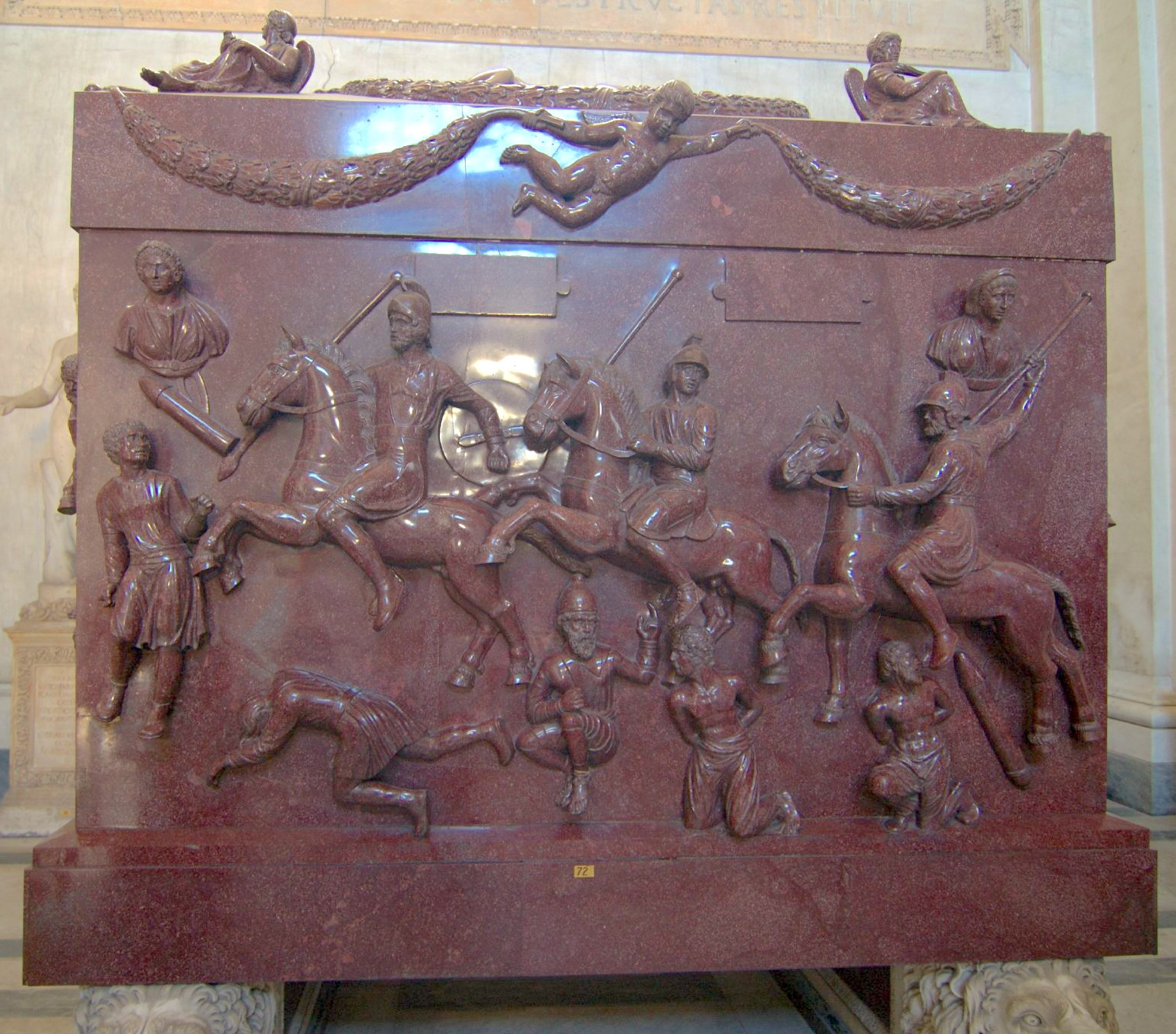
Саркофаг імператриці Олени

### Галерея бюстів
У Галереї бюстів (італ. Galleria dei Busti) розміщується збірка фресок епохи Ренесансу, античних бюстів, мармурові портрети римських імператорів: Нерви в образі Юпітера (I століття), Адріана (II століття), Каракалли (III століття).

### Кабінет масок
Підлога Кабінету масок (італ. Gabinetto delle Maschere) прикрашений мозаїкою, виявленою на віллі імператора Адріана в Тіволі, на якій зображені маски (II століття н. е.). Уздовж стін виставлені статуї, наприклад три Грації, а також статуя Афродіти Кнідської, яка вважається однією з найкращих копій бронзової скульптури роботи Праксителя (IV століття до н. е.).

### Зал муз
У Залі муз (італ. Sala delle Muse) знаходяться мармурові статуї Аполлона і дев'яти муз (копії з грецьких оригіналів, III століття до н. е.) знайдені при розкопках римської вілли у Тіволі в 1775 році. У центрі залу знаходиться Бельведерський торс (I ст. до н. е.). Можливо це зображення Геракла, який сидить на звірині шкірі, або Поліфема, Філоктета, Марсія або Аякса. На постаменті написано: «роботи Аполонія, сина Нестора з Афін».